# Chiesa di San Francesco (Mantova)
La chiesa di San Francesco a Mantova si trova in piazza San Francesco d'Assisi 5.

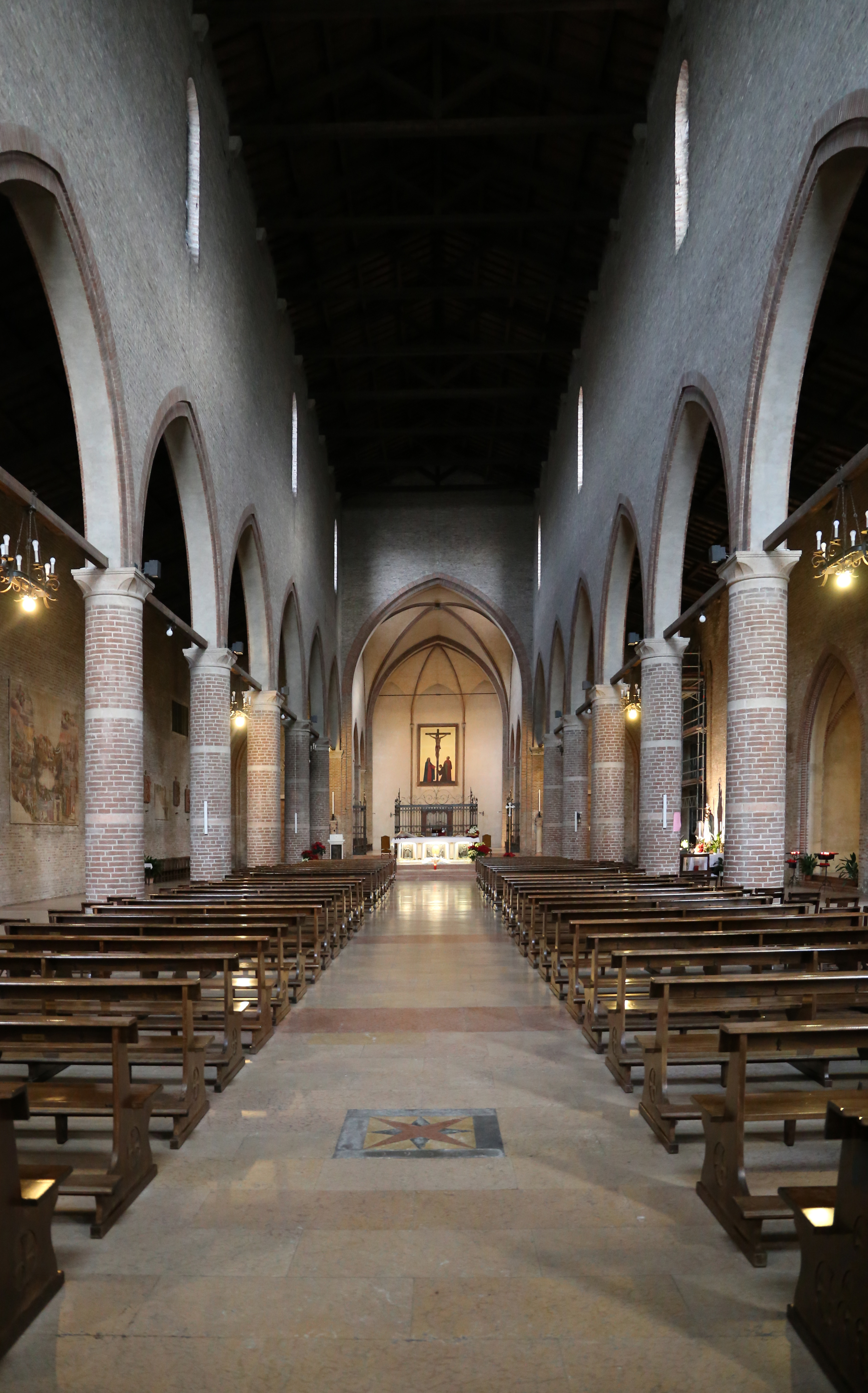
Interno

## Storia e descrizione
La costruzione della chiesa conventuale di San Francesco risale al 1304.
Gli austriaci soppressero la chiesa nel 1782 e la trasformarono in arsenale nel 1811. 
Dato l'uso militare dell'edificio, lo stesso fu devastato da un bombardamento aereo nel 1944. Fortunosamente la Cappella Gonzaga si salvò e con essa preziosi affreschi del 1300, recentemente restaurati, raffiguranti le storie di San Ludovico d'Angiò.
Conservando lo stile romanico-gotico la chiesa fu comunque ricostruita intorno a quanto si salvò dalla distruzione bellica, la facciata con le tre guglie, il campanile e la Cappella Gonzaga.

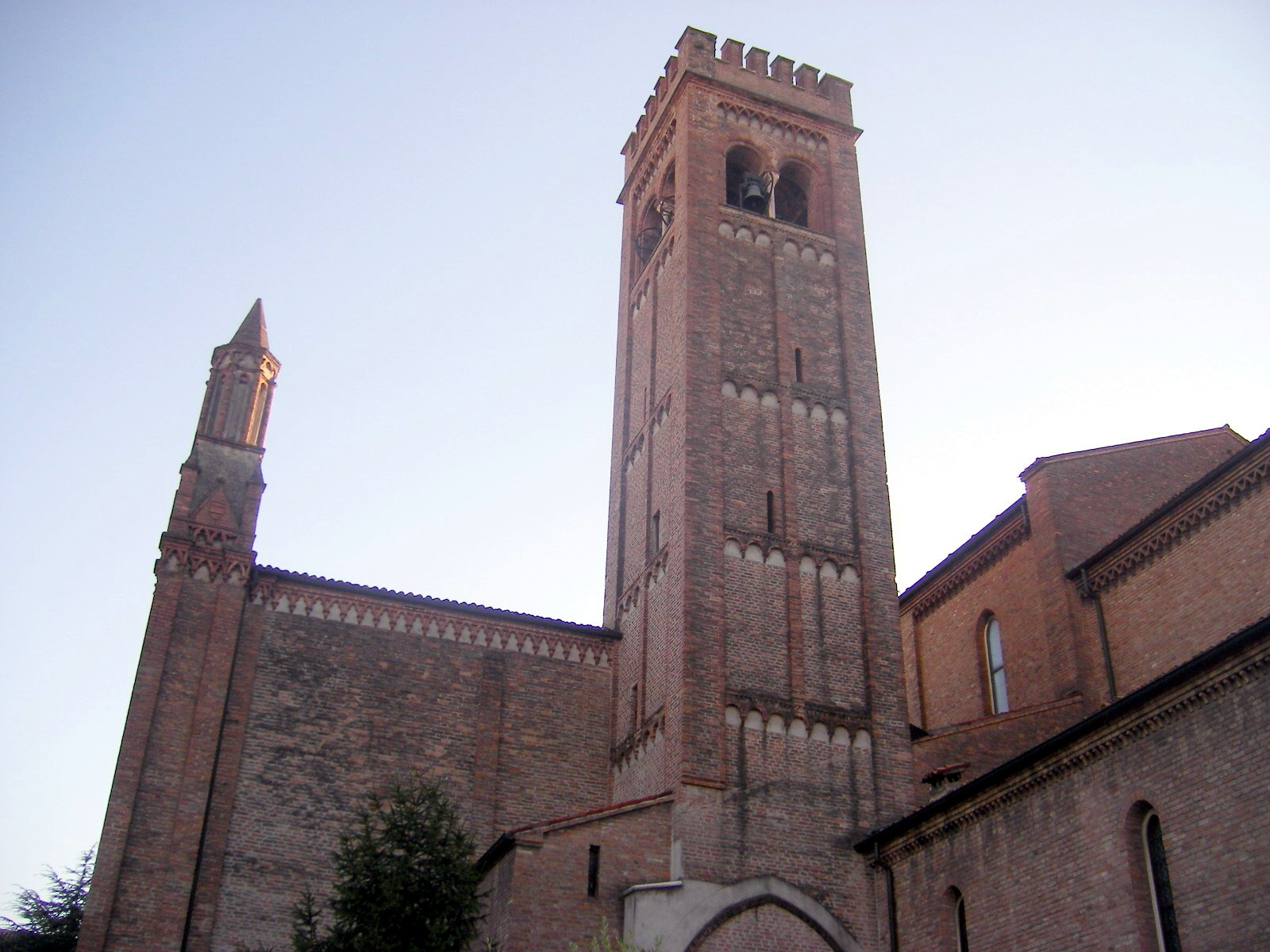
Campanile

Sono ancora visibili alcuni degli affreschi originali, tra cui San Francesco che riceve le stimmate di Stefano da Verona.

## Opere già in San Francesco
- Andrea Mantegna e aiuti, San Bernardino da Siena tra due angeli, oggi alla Pinacoteca di Brera, Milano

## Mausoleo dei Gonzaga
Al suo interno fu edificata la Cappella Gonzaga che divenne mausoleo dei Signori di Mantova dal 1369 al 1484 e in essa trovarono sepoltura:
- Guido Gonzaga, secondo capitano del popolo di Mantova;
- Alda d'Este, moglie di Ludovico II Gonzaga
- Francesco I Gonzaga, quarto capitano del popolo di Mantova;
- Margherita Malatesta, seconda moglie di Francesco I Gonzaga;
- Ludovico II Gonzaga, terzo capitano del popolo di Mantova;
- Gianfrancesco Gonzaga, quinto capitano del popolo di Mantova;
- Francesco Gonzaga, cardinale;[2]
- Rodolfo Gonzaga, figlio di Ludovico III.

Nella chiesa vennero sepolti altri illustri personaggi:
- Beato Alberto Gonzaga, nel 1321;
- Guido Torelli, nel 1449, capostipite della nobile famiglia Torelli;
- Cristoforo I Torelli, nel 1460;
- Francesco Secco, condottiero, nel 1496, possedeva la cappella di famiglia;
- Giovanni dalle Bande Nere, condottiero, nel 1526, venne sepolto tutto armato; poi traslato nelle Cappelle medicee, a Firenze.